# 二子山溫泉
23°53′00″N 121°21′21″E / 23.8833430°N 121.3557401°E
二子山溫泉位於臺灣花蓮縣萬榮鄉，該溫泉源自壽豐溪上游，長約300m。

## 泉質
水溫45-55℃左右，酸鹼值約為pH7，屬於中性碳酸泉。

## 歷史
二子山溫泉為野溪溫泉，且全段多有溫泉露頭，其中又以壽豐溪上游中段最為適合。
新光兆豐農場亦有經費投資，引取二子山溫泉泉源至該營區開發溫泉SPA湯屋。

## 交通
- 大眾運輸
  - 該區地處偏僻，不適合搭乘大眾運輸（最近的台鐵車站為林榮新光車站）。
- 開車：
  - 台九線花東公路至新光兆豐農場（鳳林鎮林榮里），轉花42線鄉道至產業道路。因為必須溯溪，宜使用四輪驅動汽車前往。
- 入山證
  - 請攜帶身分證件於西林派出所辦理入山申請。